# Osbornellus trimaculatus
Osbornellus trimaculatus är en insektsart som beskrevs av Delong 1942. Osbornellus trimaculatus ingår i släktet Osbornellus och familjen dvärgstritar. Inga underarter finns listade i Catalogue of Life.